# Franziska Reindl (Politikerin)
Franziska Reindl (* 4. Februar 1887 in Nadling; † 29. März 1954 in München) war eine deutsche Kommunalpolitikerin (SPD). Zwischen 1925 und 1933 und ein zweites Mal von 1946 bis 1952 gehörte sie dem Stadtrat der bayerischen Landeshauptstadt München an.

## Werdegang
Reindl legte ihr Examen an der Sozialen Frauenschule ab. Für die sozialen Belange begann sie sich ab 1908 in der Arbeiterbewegung politisch zu engagieren.
1925 zog sie als Abgeordnete der SPD erstmals in den Münchener Stadtrat ein, dem sie bis zum Verbot der Partei im Jahr 1933 angehörte. In der Folge war sie im Arbeitsamt tätig. Während der Zeit des Nationalsozialismus wurde sie politisch verfolgt. Nach dem Zusammenbruch des Dritten Reichs gehörte sie ab 1946 wieder dem Stadtrat an und war dort Mitglied im Haupt-, Hauptwohlfahrts-, Personal-, Jugend- und Nothilfeausschuss.
Auf Vorschlag der ihr nahestehenden Gewerkschaften wurde sie 1948 an das Arbeitsgericht München berufen.
Nach ihrem Tod ehrte die Stadt München Reindl mit der Benennung eines Platzes im Stadtteil Thalkirchen.